# 石井紘基
石井 紘基（いしい こうき、1940年〈昭和15年〉11月6日 - 2002年〈平成14年〉10月25日）は、日本の財政学者、政治家。民主党などで衆議院議員（3期）、総務政務次官（羽田内閣）として活動。国会で政府支出の無駄遣いに厳しく切込み、とくに特別会計について詳細な研究を行った。統一教会、オウム真理教等のカルト宗教問題にも取り組んでいた。

## 来歴

### 生い立ち
東京市世田谷区代沢で、明治薬科大学及び女子栄養大学の教授を歴任した父・嘉四郎と実践女子学園教員の母・緯子の長男として生まれる。世田谷区立池之上小学校、成城学園中学校高等学校卒業。中央大学法学部に入学、安保闘争に参加。国会に突入するデモ隊の先頭にいた石井は、ほぼすべての国会議員が逃げ出す中で、一人デモ隊の目の前まで出て行き騒乱の最前線に出向き警官を抑えようとする日本社会党書記長の江田三郎を見、このことを契機として政治家を目指した。

### 政治活動開始
江田三郎に傾倒し、彼の後を追い、社会党の活動に参加した。中央大学自治会委員長になる等、学生運動のリーダーとなった。早稲田大学大学院法学研究科を経て、1965年に社会党本部勤めからモスクワ大学大学院に留学、留学中に出会ったナターシャと結婚。
大学院を修了すると1971年に帰国し、江田三郎の息子の江田五月の秘書となる。江田五月とは学生運動時代からの友人である。1977年に三郎が社会党を離党したとき、いち早く馳せ参じた。同年の三郎の急死した際に五月に「親父の後を継げ」と迫った。そして、後継の参議院議員候補となった五月を傍らで手助けし、五月の秘書となる。1978年に菅直人らと社会民主連合を結成し、事務局長となる。社民連で公認を受けた最初の選挙である1990年の第39回衆議院議員総選挙では落選した。

#### 国政入り
1990年の第39回衆議院議員総選挙で落選後、次回の衆議院議員選挙でも社会民主連合の公認候補と決定していたが、1992年秋に日本新党へ移籍。1993年、第40回衆議院議員総選挙で日本新党から旧東京3区にて立候補し、初当選（同区で無所属・新生党推薦の栗本慎一郎も初当選）。移籍前に所属していた社会民主連合の江田五月も街頭演説などで石井を応援していた。
初当選以後、通算当選3回。1994年、羽田内閣において総務政務次官に就任。自社さ連立政権時代には、「国民会計検査院-国会議員の会」を創設し、代表を務める。日本新党で初当選しながら細川護熙と袂を分かち、新進党結党には参加せず、栗本が代表幹事たる自由連合の結成に参加した。自由民主党と統一会派を組み、栗本・大内啓伍・柿沢弘治・佐藤静雄が自民党移籍後に一時的に代表に就任。
1996年1月、かつて自身が秘書として仕えた江田三郎の旧岡山2区での対立候補だった自由民主党総裁の橋本龍太郎を支持し、同じ与党の新党さきがけに移籍した。同年9月、旧民主党の結党に参加。
1998年2月28日時点でも社会民主連合事務局長でもあり、社民連十年史に「あとがき」を寄せている。

### 刺殺事件
2002年10月25日、世田谷区の自宅駐車場で迎えの車に乗ろうとしたところを、右翼団体「守皇塾」代表の伊藤白水により左胸を刺され、目黒区内の病院に救急搬送されたが、同日死亡した。61歳没。日本国憲法下で国会議員が他殺事件により死亡した例としては、淺沼稻次郎、丹羽兵助、十一代目山村新治郎に次ぐ（当時）4人目であった。死没日付をもって従四位勲三等に叙され、旭日中綬章を追贈された。追悼演説は同月29日、衆議院本会議で石原伸晃により行われた。

#### 事件概要
事件が起きたのは石井が衆議院災害対策特別委員長在任中のことであり、事件を知って空港から病院に江田五月が駆けつけた際には、妻のナターシャや長女のターニャも呆然としていた。遺体には、左脇腹に致命傷と一見して分かる鋭い刺瘡があった。
翌26日に警察に出頭し逮捕された伊藤は動機につき、「資金提供の仲介をした恩をあだで返すような言動をしてる」と、その供述では主張した。
日本共産党の機関紙であるしんぶん赤旗によると、加害者の伊藤白水は石井議員が国会議員初当選する前から石井議員事務所をたびたび訪問しており、書籍や日本酒を高値で買い取らせていた。しかし、2001年頃から石井から面会拒絶されるようになると、伊藤は一方的に「育ててやったのに恩義を忘れた」と称して激怒、逆恨みするようになった。更には、強制執行を受けたアパートの家賃の肩代わりを要求も断られたため、伊藤は包丁と手裏剣をバッグなどに隠し持って、石井を殺害する機会を窺っていた。
伊藤は「家賃の工面を断られたため、仕返しでやった」と供述したが、石井が国会議員や官僚の腐敗を徹底追及していたことから「暗殺された」との見方もある。10月28日に予定されていた国会質問を前に、石井は「これで与党の連中がひっくり返る」と発言したという事実などが挙げられている。事実、事件当日、石井の鞄には国会質問のために国会へ提出する書類が入っていたが、事件現場の鞄からは書類がなくなっており、いまだに発見されていない。国会では審議されない、一般会計の4倍相当の金額を有する特別会計について、質問予定だったとされている。
2004年6月18日、東京地裁で無期懲役の判決が言い渡され、判決では被告が主張する「金銭トラブル」という動機を信用することができないとした。2005年11月15日、最高裁で無期懲役の判決が確定した。

## 政策・活動

### 特別会計・特殊法人・補助金制度への調査活動
日本の長期経済低迷の原因を1970年代以降からの「官制経済」化にあると看做し、官僚たちが何度も高額の退職金を受け取れる何万もの天下り先の官企業（特殊法人）を作り、それを国の政策として推進し、経済成長によって生み出された民間部門の富を、官僚が支配下に入れて行ったことが諸悪の根源にあると主張する。
日本の年間国家予算としてみなされている「一般会計」とは別に「特別会計」があり、平成12年時点で一般会計84.9兆円に対し、特別会計が175兆円があると暴露した。この巨額の国家予算により、民間部門が圧迫され、拡大再生産が機能しなくなり、膨れ上がった国家予算により、税や社会保険料が高騰している。
第154回国会において石井は、一般会計・特別会計・財政投融資から重複部分を計算したうえで、日本の年間歳出（国家予算）は約200兆円相当あるのではないか、と指摘した。財務大臣塩川正十郎は「御意見としてお述べになりましたのでございますから、私が否定するようなこともございません」と答弁した。また、参考人として出席していた格付け機関ムーディーズのトム・バーンは、日本政府の債務について、「平時における非常に大きな債務であるというふうに考えており、またさらに増大するものと思っている」と述べ、日本政府の債務状況は国際的に非常に高水準かつ増大の見通しが強い、との見解を示した。
特別会計の1つである道路特別会計を例に挙げると、その財源はガソリン価格に上乗せされるガソリン税で、平成13年度の総額は4兆4760億円で、そのうちの5000億円は道路公団に入れられる。その残りは官僚と政治家に甘い汁を吸わせる地方の行政企業や、道路事業関係のゼネコンに投入される。
巨額の国の財政負担を考慮すると平成12年時点で国民負担率はすでに60％以上になっており、その巨額の負担の内訳は官僚と族議員が生み出した公共事業費や特殊法人などの行政企業群であり、これを支えているのは特別会計、財政投融資、補助金制度であり、巨額の特別会計の予算配分を決めているのは国会ではなく、各省庁（官僚）と与党の族議員の意向である。特殊法人の総裁は所轄省庁の大臣が任命するため、大臣のみが介入できる。つまり、族議員と官庁だけがコントロールできる組織構造になっている。
会計検査院には実質的な権限が存在せず、国家予算の無駄遣いにはなす術がない。強制権限もなく、議員の口利きや利権による不正支出、無駄な政策を止めることもできない。調査対象となる補助金交付団体は7万以上に対し、調査官は900人ほどで人員も不足している。
巨額の予算の無駄遣いの背景には、日本の政治の体質に本質的な問題がある。つまり、選挙と金である。国に集まった税金を官僚が国民に配り恩を着せ、さらに政治家がそれを使って顔を売る。補助金と公共事業の見返りに、献金と業界ぐるみの集票システムが機能する。
公共事業と特殊法人の利権構造が民間部門を圧迫して経済を低迷させている。公共事業の実施にあたるのは省庁自身と公団・事業団・公庫などの特殊法人、それに役所などが作った「ファミリー企業」群である。特殊法人は77あり、ファミリー企業は2000社ほど、公益法人を含めると2万社以上ある。これらは省庁から優先的に仕事を回してもらう見返りとして、官僚OBに天下りのポストを提供し、法外な給料や退職金を受給させ、さらに族議員に多額の政治献金を提供している。また、特殊法人には、法的根拠がなく行政機関による監視も効かず、株式会社の株主総会のような仕組みもなく、どんなに赤字を膨らませても責任を問われる構造がない。
ファミリー企業は主に天下りのために作られている。その事業が無用の長物あるいはマイナスであっても、官僚や政治家の利権のために特殊法人の廃止は阻止され、ファミリー企業は増え続ける。
特殊法人とファミリー企業の関係性の一例として、日本道路公団と道路施設協会（財）（道路サービス機構とハイウェイ交流センターに再編）がある。これは高速道路のサービスエリアやパーキングエリアの「占用許可」を与えるために道路公団、旧建設省、政界筋が示し合わせて設立した法人で、天下りの対象となっている。この法人はPA、SAのレストランや売店、ガソリンスタンドなどのテナント料金の徴収で多額の収益をあげ、さらに多数の孫法人を発足させ、道路のメンテナンス、パトロール、料金徴収、道路交通情報などの事業を独占した。これらのファミリー企業群は当然官僚OBの天下り先となっている。 
官僚が天下りを繰り返すことによってどれほどの報酬を得ているのかの例として、旧建設省OBのM・M（石井は実名を挙げているがWikipediaの方針によりここでは伏せる）を取り上げる。このMは旧建設省で32年4か月勤務して事務次官に上り詰めたのち退職金を5511万7920円受け取った。その後日本道路公団に天下りし副総裁、総裁を6年8ヶ月歴任、退職金を3689万9640円受け取った。次に旧道路施設協会（財）に理事長として天下りし5年9か月勤務、退職金を3760万5000円受け取った。その後も日本住宅総合センター（財）の理事長として天下りを続けた。これはあくまで退職金だけであり、これとは別に在職中に合計10億以上の報酬や給与を受け、関連団体からの収入もある。 
別の旧建設省OBのA・Tは旧建設省に26年7か月勤務した後、退職金を2129万7328円受け取り、日本住宅公団の理事として天下り、4年11ヶ月勤務した後退職金を1831万9500円受け取り、次に住宅都市整備公団の理事、副総裁を3年1か月歴任し、退職金を1072万2600円、団地サービス（財）の副社長、社長を合計12年歴任し、7168万円の退職金を受け取った。次に日本総合住生活（財）の相談役を１年で退職金595万円、次に都市施設サービス（財）に天下った。 
また、特定の天下り法人が問題視されることがあっても表面的な装いを変えるだけであり、「改革」を名目に利権を拡大することが多い。例えば、平成9年2月の予算委員会で石井が当時の亀井静香建設大臣に見直しを確約させて、旧道路施設協会が廃止されることになったが、旧建設省は道路サービス機構とハイウェイ交流センターに分割しただけで、天下りのポストがかえって増えることになった。旧協会が所有していたファミリー法人の株式は実勢価値の1/60程度の安値で、別のファミリー企業に買い取らせ、ファミリー企業同士で株の持ち合いをする構図となった。子会社を適正に整理・清算すれば、資産を確保した上で道路施設協会を解散し、莫大な資産と資金が国庫に戻ることになることになり、道路公団の赤字を解消することもできたはずなのに。 
旧防衛庁の防衛装備品（航空機、艦船、通信機器、パラシュート、衣服等）の調達も防衛庁と自衛隊OBの天下りの温床となっており、石井は平成9年から翌年にかけて数十億円の過払いがあったことを認めさせたが、これは氷山の一角に過ぎない。このような過払いは、天下りポストの買収であり、賄賂としての還元である。防衛庁が抱えている多数の「公益法人」は、多かれ少なかれ政府からの補助金や委託費を、受注企業からは会費、協賛金をもらい、防衛庁や自衛隊、関連企業間での出版、物販、通信、運搬、講習などのビジネスに従事しており、大半は営利事業をしている。役員の大半は防衛庁・自衛隊OBと受注企業のOBである。表面に出た事件の一例として、1998年に元防衛施設庁長官の諸富増夫が逮捕された事件がある。 
これらの利権構造には族議員も絡んでおり、林野庁と関係が深い林業コンサルタンツ（財）の役員22人のうち15人は農水省の天下りであり、年間57億の事業を農水省から受注している。林業コンサルタンツは14億4000億で164の企業に再発注しているが、その企業の大半（林業コンサルタンツの直接の子会社も含む）は農水族の松岡利勝に献金している。日本林野共済会も同様で、限度額まで松岡に献金しており、平成10年には46億6000万円を農林関係の企業に発注し、その発注先の多くが松岡に献金している。松岡は少なくとも6000万円の政治献金をこのようなカラクリで受け取っている 。
郵便貯金、年金、簡易保険などを原資に、国が特殊法人による行政ビジネスに融資する財政投融資制度は、地方公共団体、特別会計、特殊法人（年金資金運用基金、都市基盤整備公団、住宅金融公庫、石油公団、新東京国際空港公団）、特殊会社（電源開発、関西国際空港、民間都市開発推進機構、JR各社等）などに融資されるが、その融資先の特殊会社や特殊法人の予算などの財務内容も不透明で、それらの法人に天下りした官僚OBの給与も非公開でブラックボックスになっている。国民の金を不透明な事業に使用している。
政治家や官僚がばら撒く補助金の総額は約50兆円で、特殊法人、認可法人が独自に支出する補助金を加えるとさらに10兆円は増える。この補助金を受け取る団体や企業は数万以上に及び、それらの団体や企業から受注する形で補助金を最終的に受け取る企業・団体は300万以上に及ぶ。これらの補助金で潤った企業は官僚や族議員と癒着関係を結び、官僚に天下り先を提供したり、政治家に政治献金や選挙運動への協力を申し出る。
国の補助金事業を獲得したい市区町村などは、その事業をまず都道府県の予算要請の重点項目に滑り込ませ、次に各省庁の概算要求の中に入れてもらう。そして必要なものは各省庁と財務省の判断で決まるが、この各段階で市区町村や団体は国会議員の力を借りなければならない。
このような団体は選挙のたびに集票で議員に貢献し、そのために建設、農業業界をはじめとして「〜政治連盟」で終わる団体が作られている。これらは各業界が求める政策の立案のほかに、政治家への献金をはじめとするロビー活動を行う。
地方では土木建設会社は公共工事の発注を巡り、農業団体は補助金の箇所付けを巡り、政治家と癒着している。そうすることが地方で名士としてのし上がる近道だからである。
補助金制度の弊害が最も顕著に表れている分野は農業分野であり、一般会計の中の農業関連予算約3兆4000億円の大半は実際に田んぼや畑を耕している農家ではなく、土木業者に補助金として流れ込んでいる。その無駄の一例として羊角湾の干拓事業である「国営羊角湾土地改良事業」がある。この事業には約200億の税金が注ぎ込まれ、農業土木業界が潤うことになったが、1.4ヘクタールあたり約3000万円の高額な利用料が農家に求められたことから農地の利用者が現れずに事業廃止になった。
農業予算の無駄遣いの背後には、土地改良事業に伴う全国土地改良政治連盟（土政連）と農水族議員、農水省OBの関係がある。通常、自民党では農水省OBの議員が事務系技術系で2人おり、それは農水族議員となる。この候補を支えるのが土政連で、会員に多くの農家を抱えるため強い集票力を持っている。
15人以上の農家からなる土地改良区は全国で7700もあり、都道府県レベルでは土地連、全国レベルではそれらをまとめる全土連があり、官僚と土建業界、農家の関係を調整する。表向きは、全国の土地改良施設の維持管理、資金管理、技術指導が役割となっており、国と都道府県から毎年多額の補助金を受け取る。実態は県土連、土政連とともに国と地方公共団体から全土連に出される莫大な額の補助金の利権を分配することである。農道や用水施設などの公共事業をめぐって政治家、官僚、土建業界、技官OBのコンサル企業などが農業予算を食い物にしている。全土連の政治部門とも言える土政連は自民党の農水族議員を支援し、後援会員や自民党員を集める。
農水省の年間予算2兆5500億のうち、補助金は2兆円ほどで、その具体的な配分先は農水省と財務省が査定し決定する。地方公共団体が主体となる事業であっても、国の補助がなければ実施できない。田んぼの水路や農道の整備は、農水省が大きな権限を握っている。補助金の中には地方公共団体を介さず、直接農水省から配るものもあり、例えば全土連には48億円が配分されていた。過去には業者からの海外旅行や会食を重ねた農水省職員と「業者の癒着」が問題視されたこともある。
農水省の技官は事務系官僚に対して省内での立場は弱いものの農業関連公共事業に対しては、決して口出しをできない影響力を持っている。農水省の事務系OBを支えるのは農協政治連盟だが、技官OBは土政連である。技官は土地改良、灌漑施設、開墾、干拓、農業用ダムの設計、審査、監督などの権限を持っているため、受注企業は絶対に逆らえない強い影響力を持っている。巨額の予算の采配に際しては「はがし」と呼ばれるテクニックを使う。これは事実上決定している政府案のうち、あらかじめ一部を削っておいたり、予算にゆとりを持たせておく。政治家が団体を引き連れて陳情に来ると、それを復活させ、自身の影響力を誇示することに利用する。技官の独占領域である構造改善局の予算の大半はOBの天下り先に流れる。もし企業が天下りの受け入れを減らすと、その企業への発注を停止して、天下り先を確保する。
補助金がどこに配分されるかを決定する「箇所付け」も政治の腐敗の原因となっており、補助金の獲得に成功した市区町村は懇意にしている族議員にお礼の連絡をかけ、族議員は癒着先の業者に発注をかけるように圧力をかける。業者は時期をずらしながらもお礼として議員に政治献金を行い、その額はおおよそ受注額の3％から5％とも言われる。さらに選挙協力のボランティアの人手も提供する。
土政連はその典型例で、年間1兆円を超える土地改良予算の一部を政治家が吸い取るためのパイプ役を担っている。全国の土地改良区の中には、特定の政党の党費を支払っていたり、政治団体に資金を提供しているものもある。
平成5年にウルグアイガットラウンドによる農業自由化が決定した際には、その影響を和らげるための対策費として、UR農業合意関連対策費が創出され、総額6兆100億円が平成12年までに割り当てられることになったが、その中身のうち半分以上の3兆5500億円が農業土木分野に割り当てられていた。この仕組みには農水族議員が絡んでる。税金が中央官庁から末端にあたる地方の土木業者に流れる途中に、族議員の介入がある。土地改良区が補助金を申請し、補助金を受け取った地方公共団体は土地連に土地改良事業の設計委託をし、土地連の請け負った事業は、地方の土木業者に丸投げ発注される。ただし90％以上は「土地改良建設協会」の加盟業者である。これは一種の談合の構図となっている。これらの土木業者は請負額の1％以上を何らかの形で土地連に上納する。
土地連には族議員が関与しており、都道府県ごとの会長席には有力県議や農水族議員が座ることが多い、自民党の青木幹雄は鳥取県土地連、山崎正昭は福井県土地連、鹿熊安正は富山県土地連である。
埼玉県土地改良事業者団体連合会会長の三ツ林弥太郎は、埼玉県土地連と県内の土地改良区2ヶ所から合計849万円の報酬を受け取っていた。熊本の浦田勝は240万円、鹿熊は富山の土地連と改良区から291万円を受け取っている。土地連にとっては農水族議員は中央官庁や地方自治体に圧力を加える重要な存在であり、それゆえに会長や理事職を与えて報酬を与えているが、これらは本来は農業関連の補助金である。
政治家をトップに据えて、圧力を加えさせ、補助金を引き出し、そこから報酬や政治献金を提供する。これが農業土木系政治団体の典型的な手法である。しかし、その結果、必要のない農道があちこちにでき、本来農業の再生のために使われるべき予算が明後日の方向に流れてしまう。
これらの癒着構造の打破のために、1960年代以降に整備された「開発」「整備」「事業」の名のついた法律（道路整備緊急措置法、港湾整備緊急措置法、土地改良法等）を全て廃止し、公共事業は、予算配分のブラックボックス化の原因となっている特殊法人経由での発注をやめ、透明化された行政の直接発注で実施する。特別会計、財政投融資、補助金の廃止をすべきであると主張する。

### カルト宗教問題
世田谷区成城での統一教会進出反対運動に協力した。1995年頃に教団が関連施設の設置を計画し、近隣住民とトラブルになる事件が発生した。近隣住民は教団の霊感商法やマインドコントロール、脅迫などの悪評から進出に反対し、「統一協会成城教会を断固阻止する会」を結成し、反対運動を展開した。これに教団は激しく反発し、内容証明を送付し法的措置を予告。さらに住民に対し「子供たちを皆殺しにする」との差出人不明の脅迫状も送付され、無言電話も殺到した。この運動に協力し、石井は土地の貸主と交渉。貸主の建設会社は教団宛に「契約解除」の通告を出すに至った。
また、オウム真理教と統一教会の関係について、不可解な点があると主張していた。
また、オウム事件を念頭に、宗教法人法による規制が不十分であることを主張し、さらなる規制強化を求めていた。

### その他
- 選択的夫婦別姓制度導入に賛同[53]。
- 若いころにソ連（当時）に留学、博士号を取得。早くも70年代にそのソ連の崩壊を予言していたという[2]。

## 著作
- 『つながればパワー：政治改革への私の直言』創樹社、1988年12月25日。
- 『官僚天国日本破産』（道出版、1996年4月）ISBN 4-7901-0130-4
- 『告発マンガ利権列島：援助交際政治の現場を斬る』（文藝春秋、1999年10月）ISBN 4-89036-090-5
- 『日本を喰いつくす寄生虫：特殊法人・公益法人を全廃せよ!』（道出版、2001年11月）ISBN 4-944154-40-2
- 『日本が自滅する日：「官制経済体制」が国民のお金を食い尽くす!』（PHP研究所、2002年1月）ISBN 4-569-61414-0、ISBN 978-4569614144
- 『だれも知らない日本国の裏帳簿 : 国を滅ぼす利権財政の実態!』（道出版、2002年2月）ISBN 4-944154-41-0

## 評伝
- 『政治家石井紘基その遺志を継ぐ』（明石書店、2003年10月）ISBN 4-7503-1804-3
- 泉房穂『わが恩師 石井紘基が見破った官僚国家 日本の闇』石井ターニャ、紀藤正樹、安冨歩（第一刷）、集英社〈集英社新書〉、2024年9月22日。ISBN 9784087213300。 NCID BD08586609。OCLC 1458593278。